# Näverkärrs naturreservat
Näverkärr är ett naturreservat i Bro socken i Lysekils kommun i Bohuslän. Det är beläget på Härnäsets sydvästspets och är kommunens västligaste landfasta område. Naturreservatet är uppkallat efter den gård som ligger där och som finns omnämnd sedan 1500-talet. Den nuvarande gårsdbyggnaden är från 1700-talet. Området blev naturskyddat på 1960-talet och är ett ovanligt exempel på kustnära ädellövskog med alm, ask, lind, ek och björk. Utöver lövskogen, gården och kärret finns även en sandstrand, vid Karlsvik.
Näverkärr ingår i Natura 2000.

## Galleri

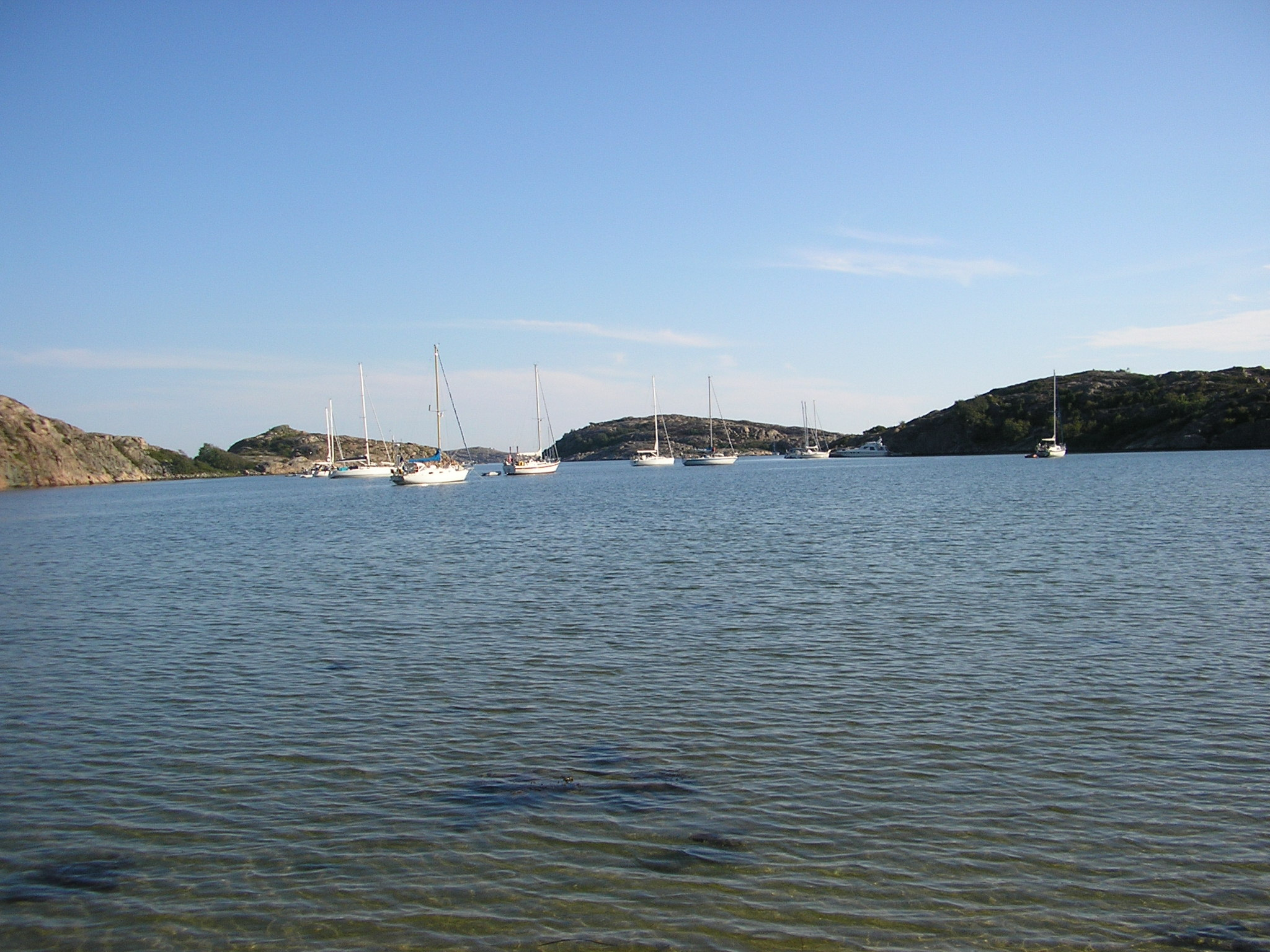
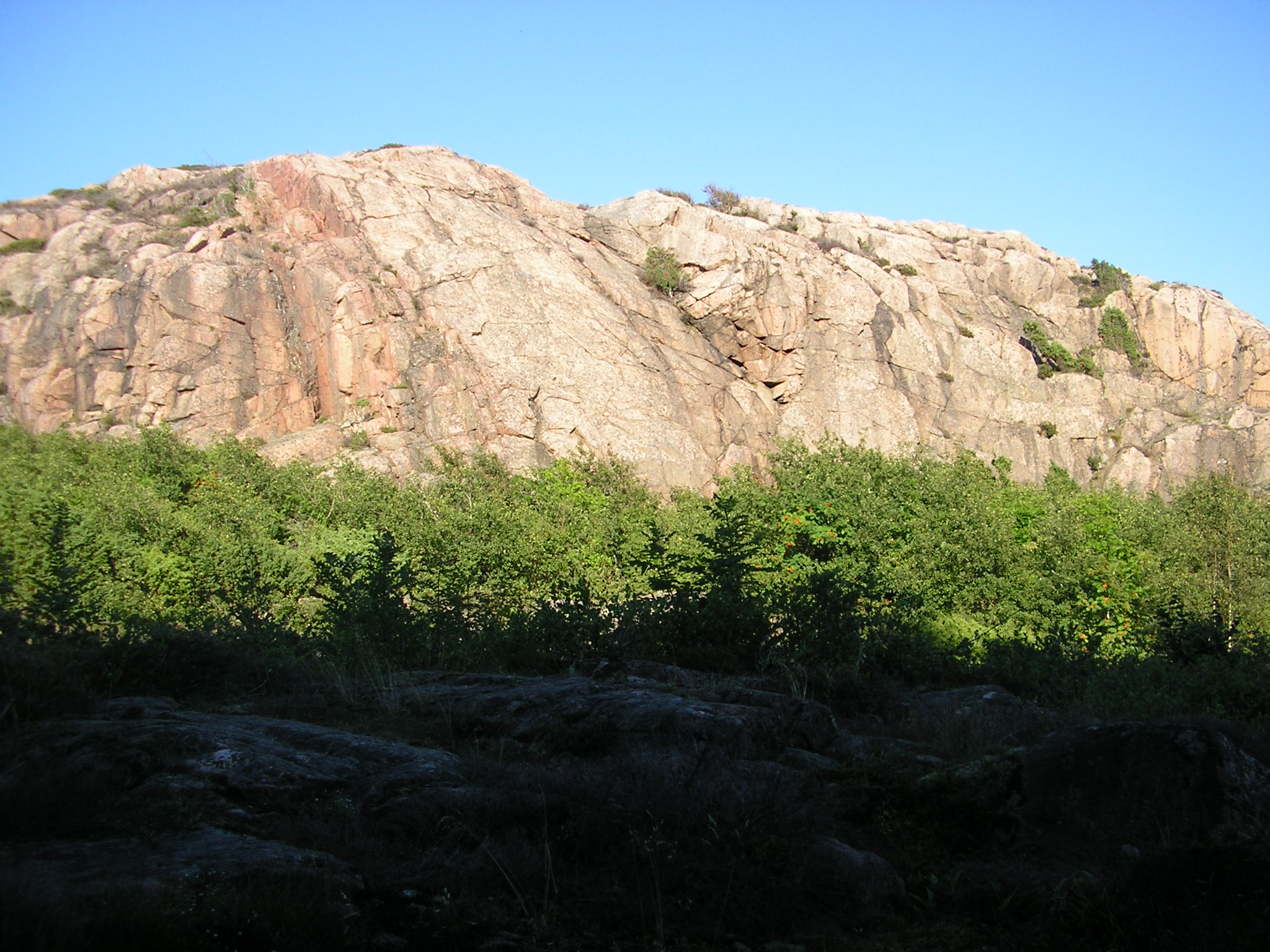
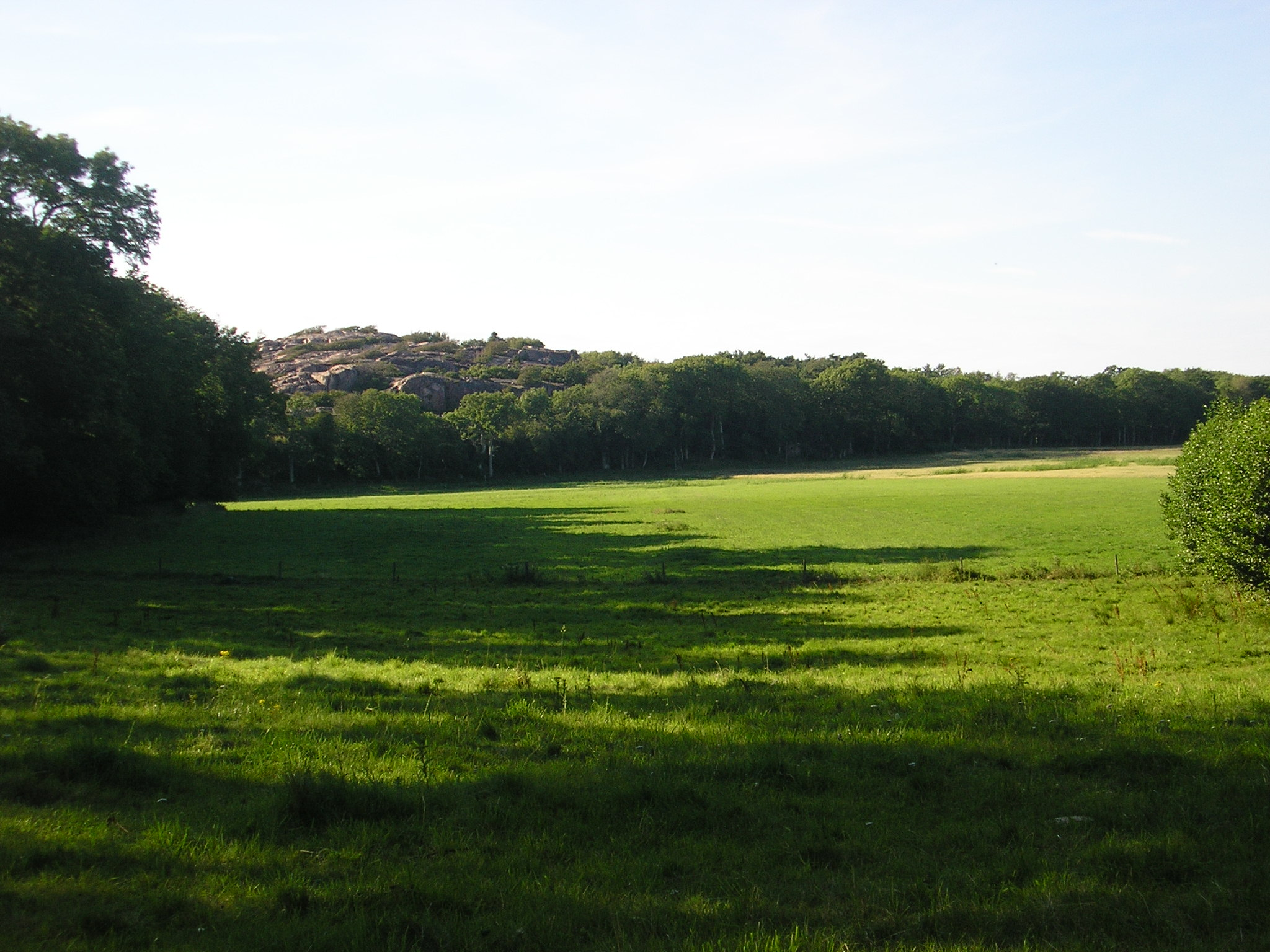